# Nokia 7390
Le Nokia 7390 est un téléphone de l'entreprise Nokia. Il est à clapet.

## Caractéristiques
- Système d'exploitation Symbian OS S40
- GSM/EDGE/UMTS
- 90 × 47 × 19 mm pour 115 grammes
- Écran  de 2 pouces avec 16 millions de couleurs et 320 × 240 pixels
- Batterie 820 mAh
- Appareil photo numérique : 3.15 mégapixel
- Vibreur
- DAS : 0,41 W/kg.